# Абраменко (хутор)
Абраменко — упразднённый хутор в Заветинском районе Ростовской области России. На момент упразднения входил в состав Заветинского сельского поселения. Исключён из учётных данных в 1973 году.

## География
Хутор располагался на правом берегу реки Амта, на расстоянии примерно 2,5 км к северо-западу от села Заветное.

## История
До 1926 года входил в состав Калмыцкой АО. По данным на 1926 год хутор состоял из 24 хозяйств крестьянского типа. В административном отношении входил в состав Заветинского сельсовета Заветинского района Сальского округа Северо-Кавказского края.
Упразднён в 1973 году.

## Население
По данным переписи 1926 года на хуторе проживало 177 человек (107 мужчин и 70 женщин), 94 % населения составляли украинцы.